# Robert Schlumberger (Politiker)

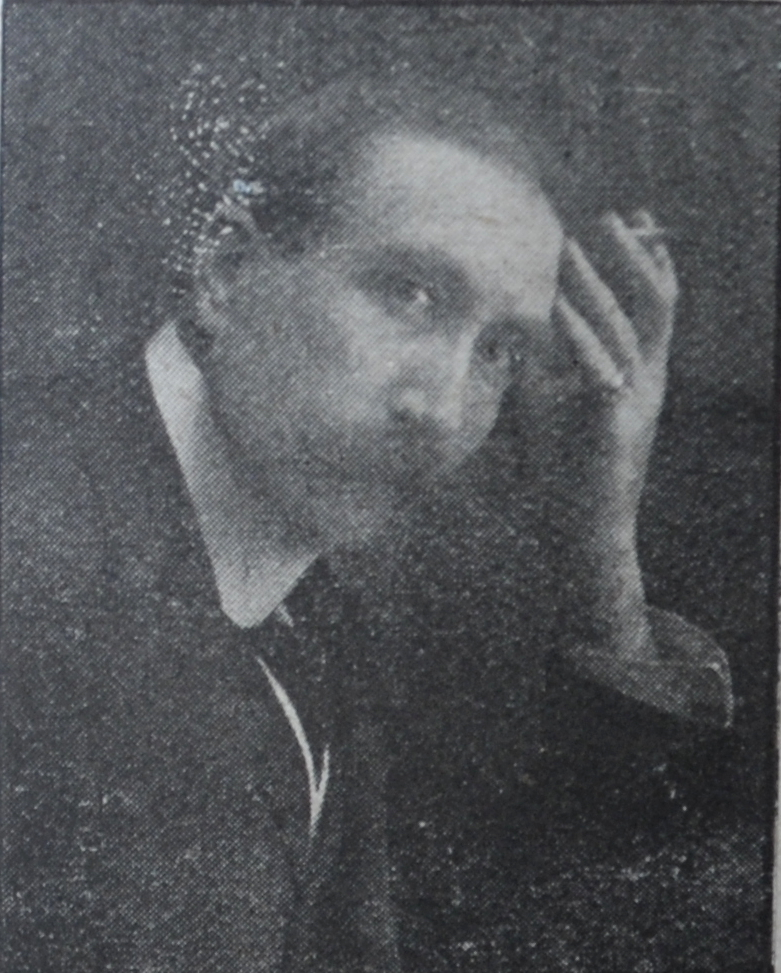
Gustav Robert Schlumberger, 1911

Gustav Robert Schlumberger (* 2. Oktober 1872 in Gebweiler; † 8. Oktober 1958 in Colmar) war ein liberaler deutscher Politiker und Mitglied der zweiten Kammer des Landtags des Reichslandes Elsaß-Lothringen.
Robert Schlumberger war Sohn des Unternehmers Peter Adolf Schlumberger (* 16. Dezember 1831 in Guebwiller; † 3. Januar 1911 ebenda) und dessen Frau Célina Rowcliffe (* 17. April 1841 in Rouen; † 6. November 1916 in Mülhausen). Er heiratete am 4. Mai 1900 in Versoix (Schweiz) die Bankierstochter Alice Berthe Mirabeaud (* 1. August 1877 in Versoix).
Gustav Robert Schlumberger, der evangelischer Konfession war, wurde bis 1881 privat erzogen und besuchte 1881 bis 1892 das Gymnasium in Gebweiler. Nach dem Abitur studierte er in Straßburg und München Rechtswissenschaften. Ende 1893 trat er in die Maschinenfabrik R. Schlumberger u. Cie., Gebweiler in Gebweiler ein und war Fabrikbesitzer und Bürgermeister seines Heimatortes.
Seit 1907 gehörte er dem Kreistag an. Unterstützt von den Liberaldemokraten kandidierte er bei der Landtagswahl 1911 im Wahlkreis Gebweiler-Sulz als unabhängiger Kandidat für den Landtag des Reichslandes Elsaß-Lothringen. Im ersten Wahlgang gaben von den 5.537 Wahlberechtigten 5.476 Stimmen ab. Sieger des ersten Wahlgangs wurde Wichy (SPD), der 2.003 Stimmen erhielt. Zweiter wurde Schlumberger mit 1.754 vor dem Kandidaten des Zentrum Zhumann mit 1.715 Stimmen.
Im Zweiten Wahlgang setzte sich Schlumberger mit 3.227 Stimmen gegen Wichy durch, der 2.239 Stimmen erhalten hatte.
Er wurde als Ritter der Ehrenlegion ausgezeichnet.